# Cesare Albicini
Cesare Albicini (né le 27 avril 1825 à Forlì et mort le 28 juillet 1891 à Bologne) est un homme politique italien.

## Biographie
Il a été député du royaume de Sardaigne durant la VIIe législature.
Il a été député du royaume d'Italie durant la VIIIe législature et la IXe législature.

## Sources
- (it) Cet article est partiellement ou en totalité issu de l’article de Wikipédia en italien intitulé « Cesare Albicini » (voir la liste des auteurs).